# Orange County (film)
Orange County är en amerikansk film från 2002 i regi av Jake Kasdan.

## Rollista (i urval)
- Colin Hanks - Shaun Brumder
- Jack Black - Lance Brumder
- Schuyler Fisk - Ashley
- Bret Harrison - Lonny
- Kyle Howard - Arlo
- R. J. Knoll - Chad
- Catherine O'Hara - Cindy Beugler
- Mike White - Mr. Burke
- John Lithgow - Bud Brumder
- George Murdock - Bob Beugler
- Lily Tomlin - Charlotte Cobb
- Lillian Hurst - Lupe
- Chevy Chase - Principal Harbert
- Olivia Rosewood - Dana
- Carly Pope - Tanya
- Natasha Melnick - Katie
- Kevin Kline - Marcus Skinner
- Ben Stiller - Firefighter